# Vaux-sur-Blaise
Vaux-sur-Blaise é uma comuna francesa na região administrativa de Grande Leste, no departamento de Haute-Marne. Estende-se por uma área de 7,19 km². Em 2010 a comuna tinha 381 habitantes (densidade: 53 hab./km²).